# V Всемирный фестиваль молодёжи и студентов
V Всемирный фестиваль молодёжи и студентов проводился с 31 июля по 14 августа 1955 года в Варшаве (ПНР).
Середина 1950-х ознаменовалась распадом колониальной системы. Всемирная федерация демократической молодёжи организовала этот фестиваль с целью пропаганды концепции мирного сосуществования, предложенной Хрущёвым в качестве основы новой идеологии социалистического блока. Принципы мирного сосуществования были утверждены весной 1955 года на Бандунгской конференции. Эта же конференция, в частности, подвергла резкой критике западные державы за «неоколониальные устремления в отношении Польши». В мае 1955 года был подписан Варшавский договор. Затем принципы мирного сосуществования были подтверждены на I Всемирной ассамблее мира в Хельсинки, проведённой 22-29 июня 1955 года по инициативе Всемирного совета мира.
Официальной причиной выбора Варшавы в качестве места проведения фестиваля стала память о жертвах польского народа. Польша была атакована войсками нацистской Германии 1 сентября 1939 года, что стало началом Второй мировой войны, в результате которой погибло около 6 миллионов поляков. Варшава была за годы войны разрушена буквально до основания, и новое социалистическое государство по-прежнему занималось её восстановлением.
В политической программе фестиваля доминировали тезисы о необходимости борьбы против угрозы ядерного уничтожения и о полной ликвидации колониализма.
В фестивале приняли участие более 30 тысяч молодых людей из 114 стран. Советский Союз представляла делегация из 1100 участников (возглавлял её первый секретарь ЦК ВЛКСМ А. Н. Шелепин).
Фестиваль прошёл под девизом «За мир и дружбу — против агрессивных империалистических союзов» (пол. Dla pokoju i przyjaźni – przeciwko agresywnym imperialistycznym paktom).

## Открытие
Торжественное открытие фестиваля состоялось 31 августа на новом, незадолго до того построенном стадионе Десятилетия, при участии делегаций из 108 стран (некоторые находились ещё в пути). На трибунах находилось свыше 70 тысяч зрителей, было аккредитовано свыше 600 иностранных журналистов. Из польских руководителей прибыли первый секретарь ЦК ПОРП Б. Берут, председатель Государственного совета А. Завадский и председатель Совета министров Ю. Циранкевич (выступил с приветственной речью). Также присутствовал посол СССР П. К. Пономаренко. Парад участников начался в 16 часов. Фестиваль открытым объявил президент Всемирной федерации демократической молодёжи и председатель Международного подготовительного комитета фестиваля итальянский коммунист Бруно Бернини.

## Мероприятия с участием советской делегации
- 1 августа — в зале Варшавской народной филармонии состоялся концерт Молодёжного симфонического оркестра под управлением Геннадия Рождественского[6]. Рядом с площадью Дзержинского начались ежедневные представления советских артистов цирка (в том числе Олега Попова, жокеев под управлением Серж-Александрова и дрессировщика медведей В. И. Филатова)[7].
- 2 августа — в гостях у советской делегации побывала молодежь Франции.
- 3 августа — в Зале конгрессов Дворца культуры и науки имени Сталина состоялся концерт художественной группы советской делегации, в том числе хор студентов Ленинграда, Московский молодёжный оркестр, ансамбль народного танца УССР, хор молодёжи Белорусской ССР, группа артистов балета Большого театра СССР, молодёжная группа Хора имени Пятницкого[7]. Во второй половине дня на стадионе строителей состоялся международный «праздник урожая», где молодые артисты Польши, Французской Западной Африки, КНР, Дании, Финляндии и СССР (хора имени Пятницкого) исполняли обрядовые и народные песни. В зале заседаний Народной рады Варшавs открылась выставка советского изобразительного искусства, на которой было представлено более 400 работ. У молодёжи СССР побывали гости из Индии[8].
- 4 августа советские делегаты побывала в гостях у единой делегации ГДР и ФРГ (на встрече выступили руководитель ССНМ Карл Намокель[нем.] и секретарь Московского комитета ВЛКСМ М. И. Халдеев; в течение дня художественные группы из Советского Союза дали 13 концертов, в том числе в Гданьске[9].
- 5 августа в парке имени маршала Рыдз-Смиглы заложена Аллея Дружбы (пол. Aleją Przyjaźni). Утром у советской делегации побывали гости из Италии, а днём — из Германии. Группа молодёжи из СССР гостила у венгерской делегации. Артисты цирка из Советского Союза, Польши, Венгрии, Китая и Чехословакии прошествовали по улицам Варшавы, а затем на стадионе спортивного общества «Спарта» состоялось большое цирковое представление[10].
- 6 августа отмечался День борьбы против использования атомного оружия (в день 10-летия ядерной бомбардировки Хирасимы) и на площади Старого города прошёл 20-тысячный митинг. В гостях у советской молодёжи побывала японская делегация, которую приветствовал главный редактор газеты «Комсомольская правда» Д. П. Горюнов[11].

## Конкурсы
4 августа завершился литературный конкурс. Звание лауреатов и золотые медали завоевали Франсуа Керель (фр. François Kérel) за произведение «До свидания, моё дитя» и Франц Фюман (ГДР) за поэму «Дорога на Сталинград». За лучшие тексты песен присуждено 3 первых премии, в том числе Льву Ошанину (за песню «Это мы — молодёжь»). На международной выставке молодых художников золотой медали удостоена картина «Кочегар» М. Труфонова.

## Спортивные соревнования
1 августа открылись Вторые международные спортивные игры молодёжи в состязаниях по более чем 20 видам спорта. Делегация СССР состояла из 380 атлетов, из них 25, которым тогда не исполнилось 20 лет.

### Лёгкая атлетика
Советские спортсмены завоевали 20 первых мест, 17 вторых и 15 третьих.
- 3 августа установлены новые рекорда Европы: в тройном прыжке (16,35 м — Леонид Щербаков) и в прыжках в длину среди женщин (6,27 м — Галина Виноградова). Разделили золото в беге на 100 метров Леонид Бартенев и Борис Токарев (одинаковое время — 10,4 секунд). В беге на 400 метров первым пришёл Ардалион Игнатьев (47,2 секунды). В метании диска победил Борис Матвеев (54,41 м), а в ходьбе на 20 км — чехословацкий атлет Йозеф Долежал[чеш.][14].
- 4 августа мировой рекорд в метании молота (64,33 м) установил Михаил Кривоносов.
- 7 августа золото и серебро в беге на дистанции 200 метров завоевали Зинаида Сафронова (24,2 с) и Мария Иткина (24,5 с); в толкании ядра — Галина Зыбина (15,43 м) и Зинаида Дойникова (14,91 м). В мужской эстафете 4х400 метров победу одержали советские атлеты, на втором месте — ПНР, на третьем — ГДР. В прыжках с шестом лучший результат (4,35 м) установовил советский спортсмен Виталий Чернобай. Копьё дальше всех метнул Януш Сидло[пол.] из ПНР (77,93 м), серебро и бронза у Александра Горшкова (75,02 м) и Владимира Кузнецова (72,08 м). Победителем в марафонском беге стал Иван Филин (2 часа 28 минут 41,8 секунды).

### Спортивная гимнастика
Советские гимнастки выиграли командное первенство по многоборью (227,133 баллов), а также в упражнениях на снарядах. На втором и третьем местах представительницы Польши и Румынии. Все три первых личных места в многоборье заняли советские гимнастки Лариса Латынина, Тамара Манина и Людмила Егорова. Последняя завоевала золото в вольных упражнениях и на бревне. Первой в прыжках стала Латынина, а на брусьях — Ева Босакова (Чехословакия).
Командное первенство среди гимнастов-мужчин завоевали спорстмены из СССР (8 золотых медалей). Второе место — Чехословакия, третье — Болгария. В личном первенстве по многоборью победили Борис Шахлин, Альберт Азарян и Павел Столбов, также выигравшие золотые медали и во всех отдельных видах.

### Фехтование
3 января золото завоевал Марк Мидлер, в финале победивший Джона Фетерса из Австралии.

## Интересные факты
- Германию представляла объединённая делегация из ГДР и ФРГ (всего около 2,5 тысяч делегатов, примерно 1500 — из Западной Германии)[3].
- Делегация КНР состояла из 730 юношей и девушек[5].
- Из Японии приехало 95 представителей молодёжных организаций[5], из Алжира — 165, из Вьетнама — 105[16].
- Делегация Кубы в составе 17 человек присутствовала на фестивале нелегально[17].